# Anastasia Marinakou
Anastasia-Panagiota Marinakou (griechisch Αναστασία-Παναγιώτα Μαρινάκου, * 12. Juni 1996 in Zakynthos) ist eine griechische Leichtathletin, die im Mittel- und Langstreckenlauf an den Start geht.

## Sportliche Laufbahn
Erste internationale Erfahrungen sammelte Anastasia Marinakou im Jahr 2015, als sie bei den Balkan-Hallenmeisterschaften in Istanbul im 1500-Meter-Lauf in 4:23,63 min den vierten Platz belegte. Anschließend belegte sie bei den Junioreneuropameisterschaften im schwedischen Eskilstuna in 4:25,23 min den vierten Platz über 1500 Meter und erreichte im 3000-Meter-Lauf in 9:38,19 min den siebten Platz. Im Jahr darauf gewann sie bei den Balkan-Hallenmeisterschaften in Istanbul in 4:16,97 min die Bronzemedaille über 1500 Meter und Anfang Juli schied sie bei den Europameisterschaften in Amsterdam mit 4:16,53 min im Vorlauf aus, wie auch bei den U23-Europameisterschaften 2017 in Bydgoszcz mit 4:25,80 min. 2019 wurde sie bei den Balkan-Meisterschaften in Prawez in 4:22,32 min Vierte und bei den Balkan-Hallenmeisterschaften 2021 in Istanbul klassierte sie sich nach 4:19,84 min auf dem sechsten Platz. Kurz darauf startete sie bei den Halleneuropameisterschaften in Toruń, verpasste dort mit 4:19,60 min den Finaleinzug. Ende Juni gewann sie bei den Balkan-Meisterschaften in Smederevo in 16:09,05 min die Silbermedaille über 5000 m und bei den Crosslauf-Europameisterschaften in Dublin gelangte sie nach 31:35 min auf Rang 68. Im Jahr darauf wurde sie bei den Balkan-Hallenmeisterschaften in Istanbul in 9:22,65 min Fünfte über 3000 m. Im Juni gelangte sie bei den Balkan-Meisterschaften in Craiova mit 9:36,76 min auf Rang fünf über 3000 Meter und anschließend wurde sie auch bei den Mittelmeerspielen in Oran mit 16:07,12 min Fünfte über 5000 Meter.
2023 schied sie bei den Halleneuropameisterschaften in Istanbul mit 9:22,35 min in der Vorrunde über 3000 Meter aus und im Jahr darauf gewann sie bei den Balkan-Hallenmeisterschaften in Istanbul in 9:14,06 min die Bronzemedaille hinter der Albanerin Luiza Gega und Pelinsu Şahin aus der Türkei. Im Jahr darauf wurde sie bei den Europameisterschaften in Rom in 32:42,34 min 16. über 10.000 Meter und bei den Straßenlauf-Europameisterschaften 2025 in Löwen kam sie über 10 km nicht ins Ziel.
In den Jahren 2015, 2016 und 2020 wurde Marinakou griechische Meisterin im 1500-Meter-Lauf im Freien sowie von 2014 bis 2016 und 2022 auch in der Halle. 2019, 2021 und 2024 wurde sie Landesmeisterin im 5000-Meter-Lauf sowie von 2021 bis 2024 Hallenmeisterin über 3000 Meter. Zudem wurde sie 2014 auch Hallenmeisterin im 800-Meter-Lauf.

## Persönliche Bestleistungen
- 800 Meter: 2:05,85 min, 7. Mai 2016 in Trikala
  - 800 Meter (Halle): 2:07,83 min, 31. Januar 2015 in Piräus
- 1500 Meter: 4:10,63 min, 4. Juni 2016 in Oordegem
  - 1500 Meter (Halle): 4:16,97 min, 27. Februar 2016 in Istanbul
- 3000 Meter: 9:13,75 min, 19. Juni 2021 in Cluj-Napoca
  - 3000 Meter (Halle): 9:05,82 min, 11. Februar 2023 in Metz
- 5000 Meter: 15:45,44 min, 30. Juni 2024 in Volos
- 10.000 Meter: 32:36,77 min, 18. Mai 2024 in London
- 5-km-Straßenlauf: 15:50 min, 27. April 2024 in Herzogenaurach
- 10-km-Straßenlauf: 33:23 min, 10. November 2024 in Athen
- Halbmarathon: 1:14:16 min, 9. März 2025 in Athen